# Perccottus
Perccottus is een monotypisch geslacht van straalvinnige vissen uit de familie van de zeegrondels (Odontobutidae). Het geslacht is beschreven in 1877 door Dybowski.

## Soort
- Perccottus glenii Dybowski, 1877